# 11-я конференция Международного альянса за избирательные права женщин
11-я конференция Международного альянса за избирательные права женщин (англ. 11th Conference of the International Woman Suffrage Alliance) — международная женская конференция.
Программа проходила в Берлине (Германия) 17-22 июня 1929 года. Темой конференции было «Молодежное и женское движение». В ней приняли участие более 15 000 делегатов.

## Обзор
11-я конференция Международного альянса за избирательные права женщин состоялась в Берлине, Германия, 17-22 июня 1929 года. Конференция стала одиннадцатой по счёту международной конференцией, организованной в рамках Международного Альянса Женщин. Темой конференции было заявлено «Молодежное и женское движение». В программе конференции приняло участие более 15 000 участников.

## Поднимаемые проблемы
Индийская сторона была представлена Национальным советом женщин Индии (англ. National Council of Women in India) и озвучила возникшую проблему. Во время конференции более глобальный характер международного женского движения привел к проблемам, связанным с доминированием западными организациями внутри движения. Этот характер стал заметен после конференции альянса в Риме несколькими годами ранее.

## Итоги
Представители незападных стран заявили о необходимости организации женских движений и в других частях мира, о чем, в частности, заявила Сайза Набарави. Это предложение дало результаты. Сирийско-ливанский женский союз (араб. الإتحاد النسائي السوري اللبناني‎), принимавший участие в 11-й конференции Международного альянса за избирательные права женщин, был вдохновлен западным женским движением и в 1930 году организовал первую женскую конференцию на Ближнем Востоке которая получила название «Первый конгресс восточных женщин». Ассоциация женщин Пан-Тихоокеанского региона и Юго-Восточной Азии (англ. Pan Pacific and Southeast Asia Women's Association, PPSEAWA) была основана в 1930 году для организации женщин Океании. В результате в Индии в 1931 году новая организация провела к Всеазиатскую женскую конференцию (англ. All-Asian Women's Conference).